# Wanchupaviljoen

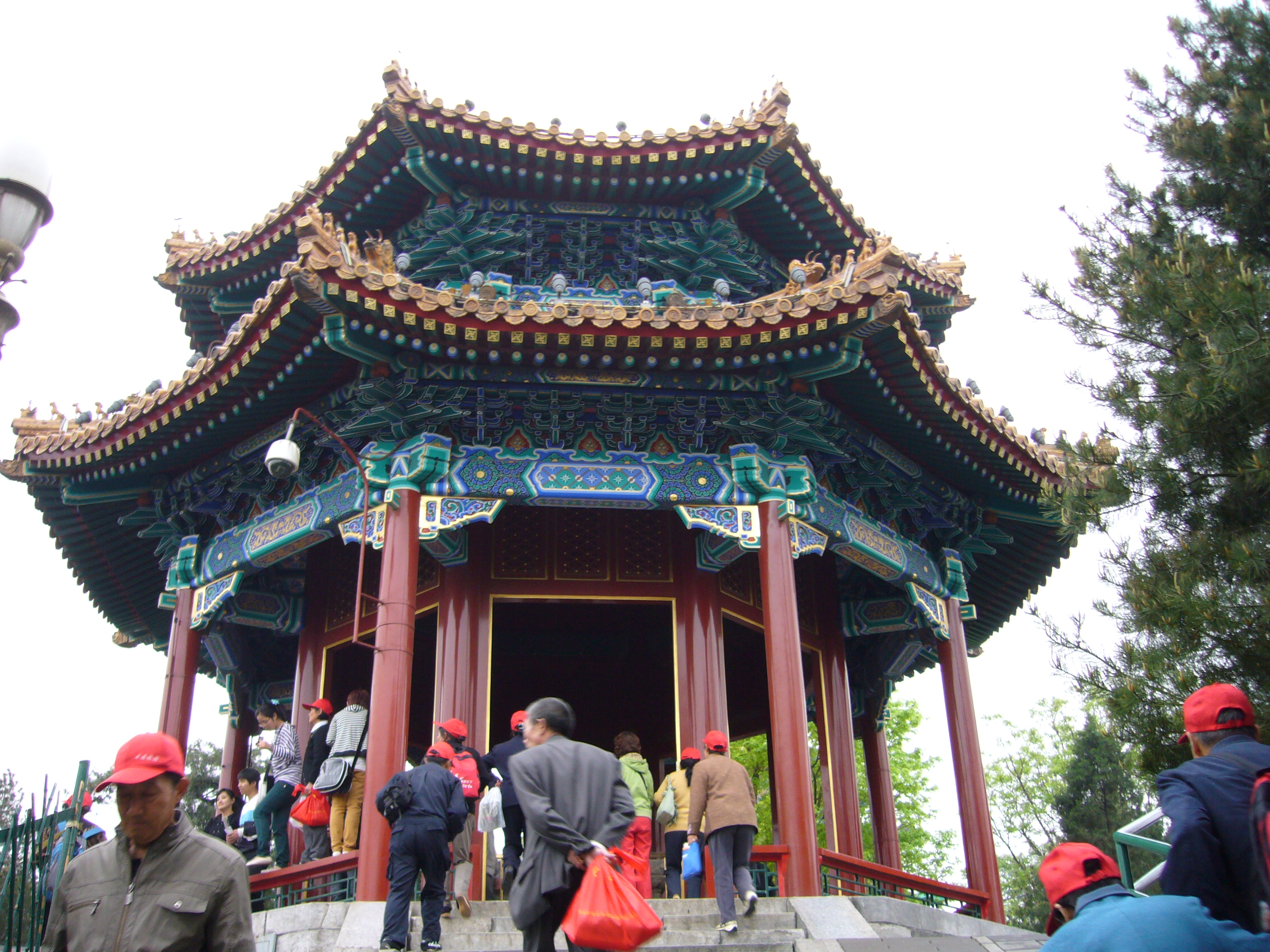
Wanchutempel

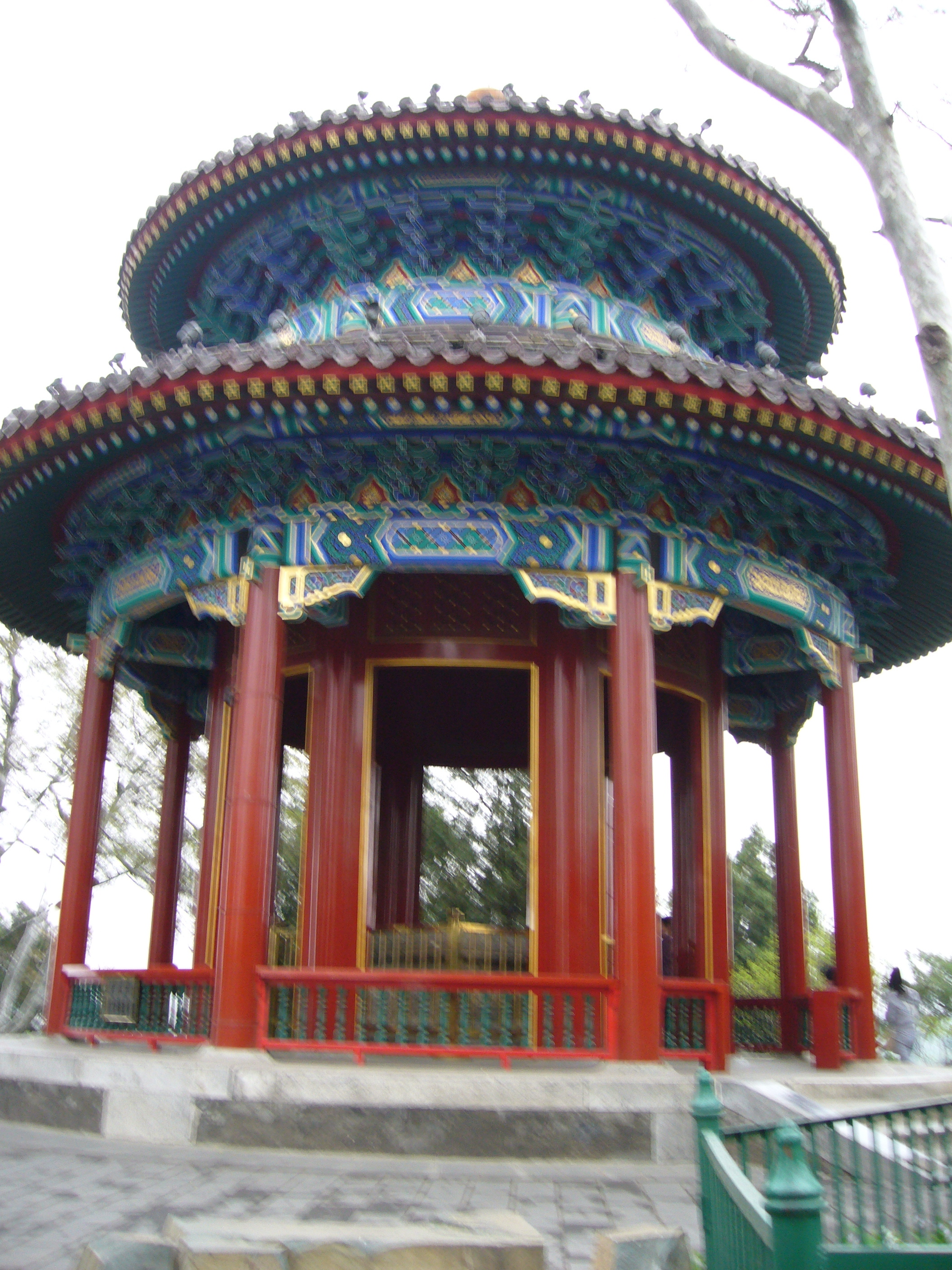
Guanmiaopaviljoen

Het Wanchu Paviljoen ligt op de Kolenheuvel (Coal Hill) in het Jingshanpark waarin zich ook het Kinderpaleis van Peking bevindt.
Op de Kolenheuvel staat  de Wanchutempel, vanwaar het volk uitzicht had op de Verboden Stad. Via een trap van 48 treden aan de oostkant van de heuvel komt men bij het Guanmiaopaviljoen, gebouwd in 1751, na 147 treden komt men bij het Zhoushaugpaviljoen, gebouwd in 1750. Vandaar loopt men via een slingerend pad verder de heuvel af en komt men in het park. Aan de westkant loopt men vanuit de Wanchutempel naar het Jufangpaviljoen en het Fulanpaviljoen en dan door naar het park.
In 1900 hebben troepen van de geallieerden de Boeddhabeelden verwijderd.

## Het Jingshanpark

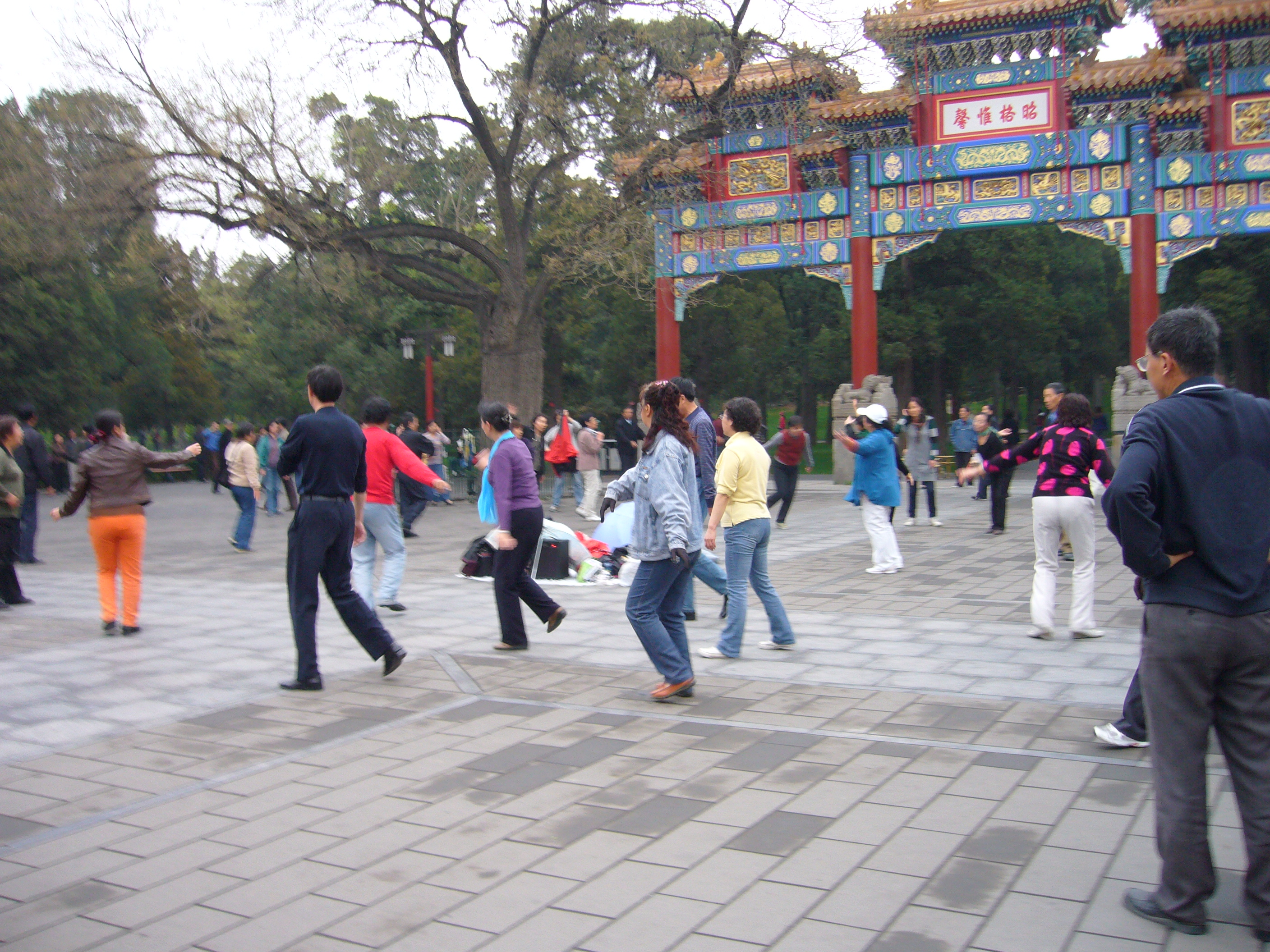

In het Jingshanpark, waarvan de Kolenberg en het Kinderpaleis deel uitmaken, komen net als in andere parken, veel Chinezen bij elkaar. Zij maken muziek, dansen, oefenen kalligrafie, zingen in koren, en doen allerlei spelletjes.